# Tavernes de la Valldigna
Tavernes de la Valldigna (Spanisch: Tabernes de Valldigna) ist eine Gemeinde in der spanischen Provinz Valencia. Sie befindet sich in der Comarca Safor an der Mittelmeerküste. 

## Geografie
Der Ort liegt im Nordosten des Landkreises Safor, 56 km von Valencia entfernt, im östlichen Teil des Valldigna-Tals. Im Norden das Massalari-Tal und die Agulles-Berge, mit zwei Gipfeln namens Les Creus (540 m) und Massalari-Gipfel (598 m), im Süden befindet sich der Mondúver-Gipfel. Das Tal hat einen Fluss namens Vaca. Die Stadt liegt 15 Meter über dem Meeresspiegel und verfügt über ausgezeichnete Strände und touristische Bergrouten. Die nächstgelegenen Städte sind: Cullera, Favara, Benifairó de la Valldigna und Xeraco in der Provinz Valencia.

## Demografie
| 5.771 | 6.529 | 7.990 | 10.249 | 12.168 | 13.962 | 15.597 | 16.062 | 17.988 | 17.201 |

## Sehenswürdigkeiten
Der Talturm, auch Torre de guaita oder Torre de la Vall genannt, liegt in der Nähe des Haupteingangs zum Strandteil der Stadt und wurde im 16. Jahrhundert erbaut. Seine Umgebung wird heute als Freizeitgelände genutzt und er war Teil des mediterranen Wachtturmnetzes und gilt als Bien de Interés Cultural.

## Söhne und Töchter
- Vicente Juan Segura (1955–2024), römisch-katholischer Geistlicher, Bischof von Ibiza